# Conrad Busken Huet

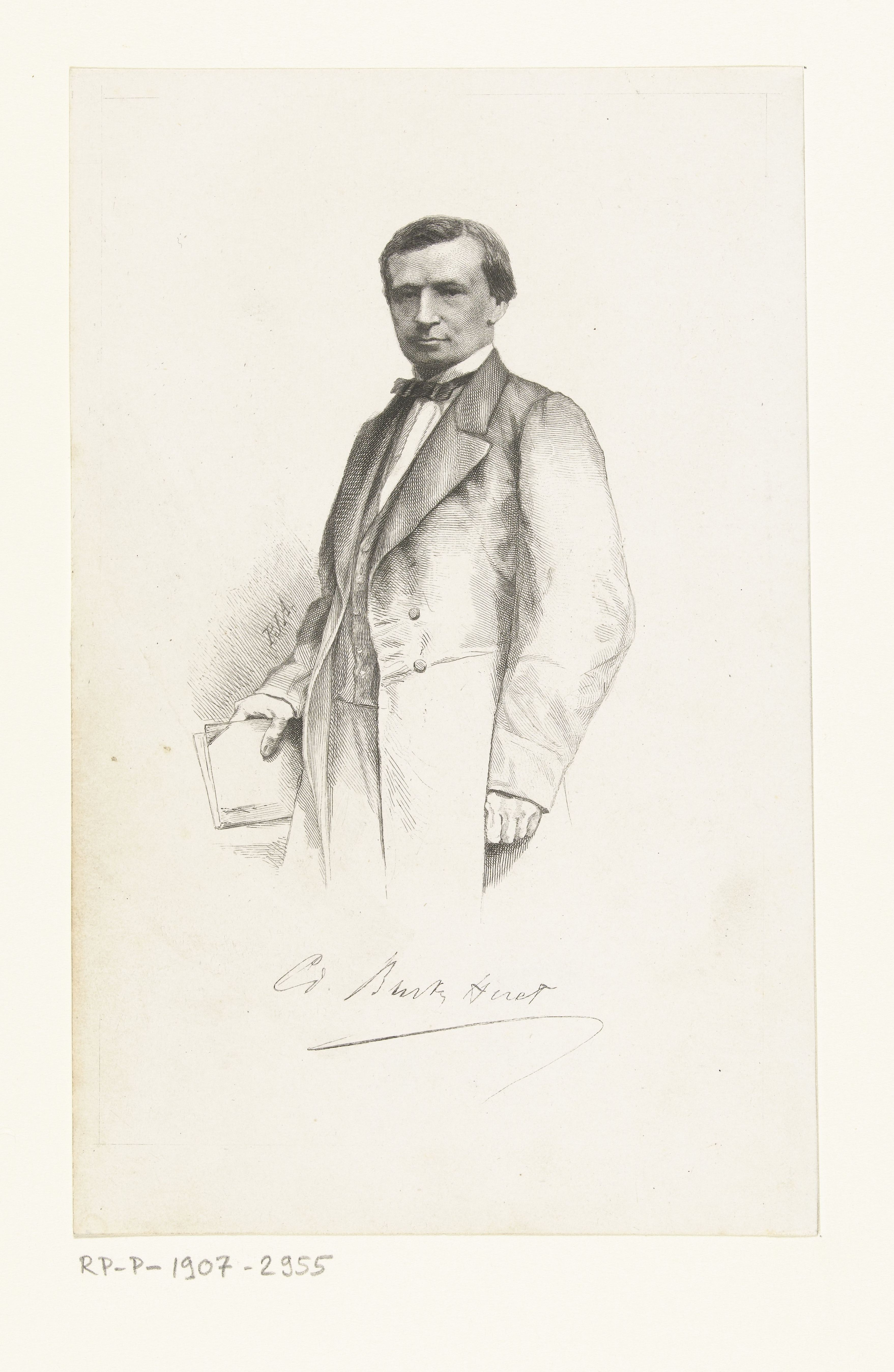
Conrad Busken Huet, 1850

Conrad Busken Huet (* 28. Dezember 1826 in Den Haag; † 1. Mai 1886 in Paris) war ein niederländischer Theologe, Schriftsteller und Literaturkritiker.

## Familiäre Herkunft
Zu Huets mütterlichen Vorfahren gehörten zu Beginn des 18. Jahrhunderts ein Bürgermeister Jacob Busken und dessen Frau Sibella in gen Lohe (Ingelloh), die in einem Ort, zwei Stunden von Wesel entfernt lebten. Diese hatten einen Sohn Conrad Rutger Busken (1. September 1717 – 23. April 1794). Aus diesem Zweig leitet sich der zweite Vorname Huets ab. Dieser Sohn erhielt eine Ausbildung zum Apotheker und kam über Meurs, Nimwegen, Amsterdam und Haarlem nach Vlissingen, wo er sich niederließ und eine eigene Apotheke eröffnete. Aus dessen Ehe mit Jacoba Baart gingen vier Töchter hervor. Sibilla Jacomina (1753), Johanna Catharina (1755), Jacoba Adriana (1759) und Suzanna (1766). Am 16. August 1789 verheiratete sich Jacoba Adriana Busken in Vlissingen mit dem wallonischen Prediger Samuel Théodore Huet. Das Paar hatte einen Sohn, der auf den Namen Conrad Busken Huet getauft wurde und später seine Cousine Théodore Esther Huet heiratete. Huets Eltern entstammten somit beide aus derselben wallonischen Predigerfamilie, deren Vorfahre Gédéon Huet 1685 als Mitglied der Hugenotten Frankreich verlassen musste. Sein Vater führte diese geistliche Familientradition nicht fort, sondern wurde ein hoher Beamter im Finanzministerium in Den Haag. Conrad Busken Huet (der ältere) hatte insgesamt zehn Kinder. Einer dieser Söhne wurde, wie sein Vater auf den Namen Conrad Busken Huet getauft.

## Leben
Huet war das vierte von zehn Kindern des gleichnamigen Beamten Conrad Busken Huet und dessen Frau Théodore Esther. Er besuchte ab 1839 die Lateinschule in Den Haag, die im Folgejahr in ein Gymnasium umgewandelt wurde, erhielt im Jahr 1843, nach dem Schulabschluss, Privatunterricht in Hebräisch bei einem Theologen in Delft und studierte ab April 1844 in Leiden Theologie und setzte sein Studium ab 1848 in Lausanne und Genf fort. 1848 fungierte er als „ab actis“ des Collegiums Civitatis Academicae Lugduno-Batavae Supremum (einer Studentenvereinigung) und als Mitglied des Redaktionskomitees des von diesem herausgegebenen Almanachs, in dem er in drei Bänden (1848–1850) Prosabeiträge und fünf Romanskizzen veröffentlichte.
Im Frühsommer 1849 kehrte er aus der Schweiz, wo er sich unter anderem im Verfassen und Halten französischer Predigten geübt hatte, in seine Heimat zurück und wurde zunächst Hilfsprediger in der alten St.-Peters-Kirche der Wallonischen Gemeinde in Utrecht und erhielt 1851 seine Berufung als Prediger in der Waalsche Kerk in Haarlem. Huet galt als überzeugender Kanzelredner, aber auch als streitbarer Theologe, der durch Klarheit, Witz und Überzeugungskraft die Zuhörer beeindruckte. Dabei verwendete er die französische Sprache, als wäre es seine Muttersprache. Er war ein Schüler Jan Hendrik Scholtens und ein Freund Abraham Kuenens und vertrat die moderne Sichtweise der reformierten Kirche. Er arbeitete dort zehn Jahre lang erfolgreich als Prediger.

## Abkehr von der Kirche
Im Jahr 1859 machte er die Bekanntschaft mit Everhardus Johannes Potgieter (1808–1875) und Hendrik Peter Godfried Quack, was bei ihm zu einer kritischeren Sichtweise auf seine Tätigkeit als praktizierender Theologe führte. Zudem wurde er sich mehr und mehr bewusst, dass sein eigentliches Interesse der Literatur galt. Die von Huet verfassten Brieven over den Bijbel führten im ganzen Land zu einem Sturm der Entrüstung. Im Jahr 1862 legte er sein Amt nieder und forderte von seinen Gesinnungsgenossen, es ihm gleichzutun. Anschließend war er bis 1868 einer der Redakteure beim Opregte Haarlemmer Courant und wurde durch Potgieters Bemühungen 1863 mit der Redaktion der Zeitschrift De Gids betraut. Er betätigte sich hier überwiegend als literarischer Kritiker. Doch sein Talent brachte bald Neider unter den Kollegen hervor und 1865 wurden zwei von ihm im De Gids veröffentlichte Artike dazu genutzt, ihn zum Ausscheiden zu zwingen. Daraufhin trat auch Potgieter als Mitglied der Redaktion zurück und sie unternahmen gemeinsam eine Reise nach Florenz. So ganz trennte er sich nicht von seinem Amt als Prediger, denn er hielt, zumindest eine Zeit lang, weiterhin an den Sonntagen freireligiöse Ansprachen in einem Saal in Haarlem. Er verfasste einen Ongevraagd advies (Unverlangtes Gutachten) im Streit zwischen Albert Réville und Allard Pierson, in dem er völlig mit seiner Vergangenheit brach. Hatte er sich zuvor noch systematisch damit beschäftigt, die Institutionen der Kirche lächerlich zu machen, so richtete sich sein Spott nun gegen alle Formen des religiösen Lebens, auch wenn er die Gottesidee nicht gänzlich verwarf. Sein Sarkasmus führte bald zum Bruch auch mit feinen literarischen Freunden und er wandte sich der Belletristik und Journalistik zu. Er unternahm Reisen nach Belgien, Frankreich und Italien und verfasste anschließend Berichte darüber.

## Aufenthalt auf Java
Im Jahr 1868 reiste Huet im Auftrag und auf Kosten der konservativen niederländischen Regierung nach Niederländisch-Indien und wurde zum Chefredakteur des Java-Bode in Batavia auf Java ernannt, eine Position, die er bis 1872 innehatte. Anschließend gründete mit dem Algemeen Dagblad van Nederlandsch Indie seine eigene Zeitung, die ihm bis zu seinem Tod gehörte. Er arbeitete dort zunächst von 1872 bis 1875 als Direktor und Chefredakteur und anschließend bis 1886 als Europakorrespondent für diese Zeitung. Als politisch eher konservativer war er der Ansicht, dass Reformen neue Unvollkommenheiten mit sich bringen und dass man die Kolonie nicht unbedingt nach denselben Prinzipien regieren sollte, wie das Mutterland. Im Jahr 1876 verließ er Batavia und kam über Italien nach Paris, wo er sich mit seiner Familie dauerhaft niederließ. Durch seine in den letzten Lebensjahren verfassten Romane, kritischen Rezensionen und Essays sowie eine Reihe kulturhistorischer Werke erwarb er sich jedoch großes Ansehen.

## Familie
Am 13. Oktober 1859 heiratete er die Schriftstellerin Anne Dorothee (geborene van der Tholl; 14. Mai 1827 – 19. Juli 1898), eine Tochter des Haarlemer Apothekers Isaac van der Tholl jun. († 1851) und dessen Frau Marguérite (geborene Jannel).
- Gideon Busken Huet (31. Mai 1860 – 10. November 1921)[7]

Sie lebten nach ihrer Heirat zunächst in einem kleinen Dachgeschosshaus in Haarlem, danach ab 1865 in „Sorghvliet“ in Bloemendaal und zuletzt in Paris.

## Schriften (Auswahl)
Theologische Schriften
- Vragen en antwoorden: Brieven over den Bijbel. 1857–1858.
- Stichtelijke lektuur. 1859.
- Kanselreden. 1861.
- Aan Mevrouw Bosboom-Toussaint. 1862.
- Verspreide polemische fragmenten. 1864.
- Afscheidsrede. 1864 (zum Austritt aus der Kirche).

Kritische Abhandtungen
- Litterarische fantasiën en kritieken. 23 Bände, Haarlem 1868–1886.
- Nederlandsche belletrie. 3 Bände, Haarlem 1875–1876.

Kunstschriften, Novellen und Romane
- De Duivelstreê, eene Legende. 1848.
- Groen en rijp. 1854.
- Nog onverzoend. 1856.
- Overdrukjes. Schetsen en verhalen. 1858.
- Lidewijde. 1868 (deutsch von Glaser, Braunschweig 1874).
- Europëesche brieven. 1878.
- Het land van Rubens. Belgische reisherinneringen. J. C. Lohman, Amsterdam 1879 (3. Auflage 1905, archive.org).
- Het land van Rembrand. Haarlem 1882–1884 (archive.org, archive.org, archive.org – deutsch von Mohr, Leipzig 1886).